# Variations sérieuses
Die Variations sérieuses op. 54 (MWV U 156) sind ein Variationswerk für Klavier von Felix Mendelssohn Bartholdy. Das etwa dreizehn Minuten lange Werk wurde 1842 veröffentlicht und gilt als eines der Meisterwerke des Komponisten.

## Entstehung
Mendelssohn war ein gewandter Improvisator und ein in allen satztechnischen Disziplinen erfahrener Komponist. Bereits im Alter von 11 Jahren unternahm er ausgedehnte Konzertreisen, auf denen er auch Goethe in Weimar vorspielte, was zu seiner Zeit als eine der höchsten Ehren galt. Nun wäre zu vermuten, dass ihm die Variationsform besonders gelegen hätte. Dennoch hat Mendelssohn erst im Jahr 1841 in schneller Folge drei Variationszyklen geschrieben, deren erster, die Variations sérieuses op. 54, als sein bedeutendstes Klavierwerk anzusehen ist.
Am 15. Juli 1841 schrieb Mendelssohn an seinen in London lebenden Freund Karl Klingemann, dass er mit „wahrer Passion“ an seinen Variations sérieuses gearbeitet habe. Einige Monate später, im Januar des folgenden Jahres, erschien es im Druck.

## Analyse
Der etwas ungewöhnliche Titel Variations sérieuses ist als Reaktion Mendelssohns auf die Musizierpraxis seiner Zeit zu deuten. 1842, zu einer Zeit, in der so genannte „Variations brillantes“, rein virtuose Fantasien über modische Themen, den Musikalienmarkt überschwemmten, legte Mendelssohn mit seinem op. 54 ein Werk vor, das sich einerseits an den Variationen in c-Moll von Beethoven zu orientieren scheint, andererseits antizipierte er den späteren virtuosen Variationsstil von Brahms, (vor allem zu dessen Variationen über ein Thema von Paganini).

### Hauptthema
Das 16-taktige Thema gliedert sich deutlich in vier Abschnitte von jeweils vier Takten. Bei dem Thema handelt es sich um eine Melodie in seufzenden Synkopen über einer choralartigen Akkordfolge. Die Variationen schließen ohne Pause aneinander an, wobei sich nahtlose Fortsetzungen und kontrastierende Schnitte abwechseln.

### Variationen
- Nr. 1: Die getragene Achtelbewegung des Themas löst sich in Sechzehntel auf.
- Nr. 2: Aus den Sechzehnteln werden Sechzehntel-Triolen.
- Nr. 3: Rasantes Staccato-Wechselspiel zwischen oktavierten Bässen in der Linken und Akkorden in der Rechten.
- Nr. 4: Zweistimmiger Kanon, ebenfalls auf Staccato-Technik basierend.
- Nr. 5 ist von innerer Unruhe geprägt, die aus einer synkopisch nachschlagenden Begleitung resultiert.
- Nr. 6: Das Thema wird in hohe und tiefe Lagen gespalten, was eine große Treffsicherheit des Pianisten voraussetzt.
- Nr. 7 wechselt zwischen Akkordschlägen und Arpeggien.
- Nr. 8: Sechzehntel-Triolen in der Rechten steigern die Bewegung, wobei die Linke mit Staccato-Achteln rhythmische Akzente setzt.
- Nr. 9: Die Achtel der Linken aus der vorigen Variation werden durch die gleichen Sechzehntel-Triolen wie in der Rechten ersetzt.
- Nr. 10 ist ein besinnliches Fugato, welches die elegische Anfangsstimmung wiederherstellt.
- Nr. 11, ein träumerisches Cantabile, erinnert an Werke von Schumann. Mit Crescendo und Ritardando erfolgt die Überleitung zur
- Nr. 12, die blitzartigen Entladungen gleicht. Hier verwendet der Komponist eine Mischung aus Repetitionen und Ablösungen der Hände, um einen heftigen Erregungszustand auszudrücken.
- Nr. 13 verlagert die Melodie in die Tenorlage, die Rechte umspielt sie mit leichten Staccato-Figurationen.
- Nr. 14, die einzige Variation in Dur, bringt einen neuerlichen Ruhepol, indem alle vorherigen schnellen Bewegungen völlig vergessen werden und ein auf das Einfachste beschränkter Choral erklingt.
- Nr. 15 „poco a poco più agitato“ führt mit abwechselnd angeschlagenen Vierteln in der Linken und Viertel-Akkorden in der Rechten in erzählter, klagender Weise (ähnlich wie in der fünften Variation) zur erregten Grundstimmung des Werkes zurück.
- Nr. 16 bereitet in rasenden Sechzehnteltriolen (Allegro vivace) bereits das Ende des Werkes vor, wobei in jeder Gruppe von jeweils drei Sechzehntel-Triolen die Linke den Einsatz gibt, und die rechte die zwei weiteren Triolen anschlägt.
- Nr. 17, die letzte ‚vollständige‘ Variation, ist der sechzehnten ähnlich, nur sind die Rollen der beiden Hände hier vertauscht. Hier beginnt Mendelssohn die Unruhe der schnellen Bewegung mit dynamischen Zeichen zu verstärken, verliert dann auch immer mehr das harmonische Gerüst des Themas und lässt die stärker werdenden Sechzehntelfiguren gewinnen, bis die verminderten fortissimo-Zerlegungen, die ein hohes pianistisches Können erfordern, im Höhepunkt des Werks, einem Tremolo-Orgelpunkt auf dem Quintton mit der darüber wiederkehrenden Urgestalt des Themas, gipfeln.

- Nun beginnt das Presto, bestehend nur aus einzelnen Teilen der vorhandenen Motive mit einer fortissimo-Oktave in der tiefsten Lage. Nach einer gewaltigen Steigerung mit synkopierten verminderten Akkorden in der linken Hand, die an die Nr. 5 erinnern, zahlreichen Sforzati und einem virtuosen Zweiunddreißigstel-Lauf folgt der Rückzug im Diminuendo, worauf das Werk mit ruhigen d-Moll-Akkorden endet.

## Rezeption
Die Variations sérieuses op. 54 sind eines der geschätztesten Werke des Komponisten. Sein guter Freund, der Komponist und Pianist Ignaz Moscheles bekannte „Ich spiele die Variations sérieuses immer wieder, jedes Mal genieße ich die Schönheiten aufs neue“. Auch Ferruccio Busoni schätzte das Werk sehr. Viele Pianisten haben es aufgenommen, nennenswert darunter die Aufnahmen von Vladimir Horowitz, Swjatoslaw Richter und Vladimir Sofronitzky. Bearbeitungen für Orgel existieren von Jan Albert van Eyken (in Absprache mit dem Komponisten), Reitze Smits, Gereon Krahforst und Martin Schmeding.